# Wiszniouka (sielsowiet Borowa)
Wiszniouka (biał. Вішнёўка; ros. Вишнёвка, Wiszniowka; hist. pol. Mikulicze Wielkie) – wieś na Białorusi, w obwodzie mińskim, w rejonie dzierżyńskim, w sielsowiecie Borowa, przy drodze magistralnej M1.

## Historia
Dawniej folwark. W XIX i w początkach XX w. Mikulicze Wielkie położone były w Rosji, w guberni mińskiej, w powiecie mińskim, w gminie Kojdanów. 
Po I wojnie światowej pod administracją polską, w Zarządzie Cywilnym Ziem Wschodnich, w okręgu mińskim, w powiecie mińskim, w gminie Kojdanów.
W wyniku postanowień traktatu ryskiego znalazły się w granicach Związku Sowieckiego. W latach 1932–1937 w Polskim Rejonie Narodowym im. Feliksa Dzierżyńskiego. Od 1991 w niepodległej Białorusi.